# Trawers (żegluga)
Trawers jest to kierunek prostopadły do diametralnej (umownej linii łączącej dziób z rufą) jednostki pływającej liczony w poziomie od miejsca obserwatora (lub od innego umownego miejsca na jednostce). Wyróżnia się dwa trawersy względem dziobu jednostki: prawy (90°) oraz lewy (270°).
Pojęcie trawersu stosowane jest w nawigacji dla określania położenia wybranych punktów obserwowanych z jednostki (najczęściej znajdujących się na linii brzegowej). Jeżeli dany punkt znalazł się na trawersie jednostki płynącej kursem zgodnym z kierunkiem jej osi, to znaczy, że od tej pory jednostka ta oddala się od obserwowanego punktu. Dla jednostki poruszającej się prostoliniowo punkt położony na trawersie znajduje się w najmniejszej odległości od tej jednostki.
W praktyce przy kursie ostrym żeglujący mija i zaczyna się oddalać od punktu na trawersie określanym w stosunku do osi jednostki, zanim ten punkt znajdzie się na linii prostopadłej do jej osi. Aby ustalić moment trawersowania punktu, należy ustalać trawers względem kursu rzeczywistego, uwzględniając kierunek osi jednostki oraz jej dryf.
Pojęcie to jest często stosowane w opisach torów wodnych w locji.